# Loxofidonia lipernes
Loxofidonia lipernes là một loài bướm đêm trong họ Geometridae.